# هلن اوکونل
هلن اوکونل (انگلیسی: Helen O'Connell؛ ۲۳ مهٔ ۱۹۲۰ – ۹ سپتامبر ۱۹۹۳) یک نوازنده، و خواننده اهل ایالات متحده آمریکا بود.